# Хендрикс, Кристина
Кристи́на Рене́ Хе́ндрикс (англ. Christina Rene Hendricks; род. 3 мая 1975 года, Ноксвилл) — британская и американская актриса и модель, известная по роли Джоан Холлоуэй в телесериале «Безумцы». За эту роль актриса получила две награды Американской Гильдии киноактёров в категории «Лучший актёрский ансамбль в драматическом сериале» и две награды «Critics’ Choice Television Awards» в категории «Лучшая актриса второго плана в драматическом телевизионном сериале» (англ.), а также шесть номинаций на «Прайм-таймовую премию „Эмми“» в вышеупомянутой категории. В 2010 году по результатам опроса в журнале Esquire Кристина Хендрикс была признана «самой сексуальной женщиной в мире», а также «самой красивой и привлекательной женщиной в США» в этом же году.

## Биография
Хендрикс родилась в городе Ноксвилл, штат Теннесси, но росла в Туин-Фолс, Айдахо, где актриса обучалась с третьего по восьмой класс. Актриса имеет два гражданства, британское и американское, поскольку её отец родом из Англии.
Актриса участвовала в большом количестве телесериалов, в качестве гостьи во многих известных шоу, таких как «Скорая помощь» и «Светлячок». Она появилась в эпизодах сериалов «Ангел», «Мисс Март», «Осуждение», где она играла вместе с оскароносной Салли Филд, и «Клиника Сан-Франциско» с Даной Дилейни.
Самая известная её роль — Джоан Холлоуэй  в драме «Безумцы». После выхода шоу актриса стала практически всем известна и получила ряд наград и номинаций, включая номинацию на «Эмми» в 2010 году.
В 2011 году Хендрикс появилась в качестве приглашённой звезды в одном из эпизодов сериала «Следствие по телу», в котором играет её муж Джеффри Аренд, и в небольшой роли в фильме «Драйв», получившем награду за лучшую режиссуру на 64-м Каннском кинофестивале.

## Личная жизнь
С 11 октября 2009 года Хендрикс замужем за актёром Джеффри Арендом. 13 декабря 2019 года она подала на развод после 10 лет брака, указав причиной расставания «непримиримые разногласия», а датой расставания — 19 апреля 2019 года.
4 марта 2012 года в сеть попали интимные фотографии Хендрикс. Актриса утверждала, что на фотографиях не она, хотя, по сообщению ресурса TMZ, она обратилась в полицию с заявлением о взломе её телефона.
В марте 2023 года Хендрикс обручилась с оператором Джорджем Бьянчини, с которым познакомилась в 2018 году во время съёмок сериала «Хорошие девчонки».

## Фильмография

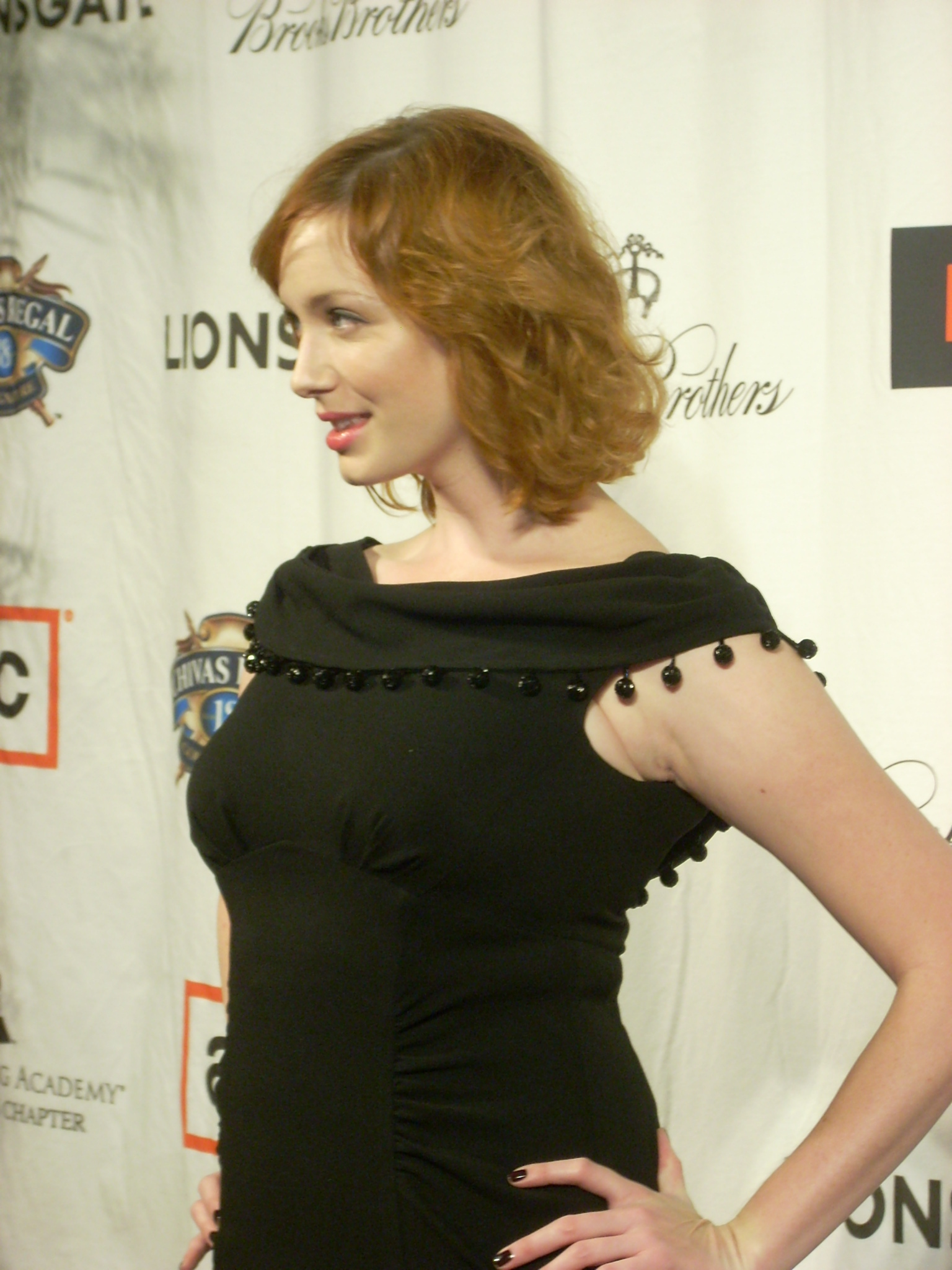
Хендрикс в 2008 году

| Год       |    | Русское название              | Оригинальное название        | Роль                          |
| --------- | -- | ----------------------------- | ---------------------------- | ----------------------------- |
| 1999      | тф |                               | Sorority                     |                               |
| 1999      | с  | ФАКультет                     | Undressed                    | Рианнон                       |
| 2000      | с  | Ангел                         | Angel                        | девушка в баре                |
| 2000—2001 | с  |                               | Beggars and Choosers         | Келли Крэймер                 |
| 2001      | с  | Воры                          | Thieves                      | Сандэй                        |
| 2002      | с  | Скорая помощь                 | ER                           | Джойс Уэстлейк                |
| 2002      | с  |                               | The Court                    | Бетси Тайлер                  |
| 2002      | тф | Успех                         | The Big Time                 | Одри Драммонд                 |
| 2003      | с  | Сваха                         | Miss Match                   | Сара                          |
| 2003      | тф | Голод                         | Hunger Point                 | Фрэнни Хантер                 |
| 2003      | с  | Клиника Сан-Франциско         | Presidio Med                 | Клэр                          |
| 2002—2003 | с  | Светлячок                     | Firefly                      | Сэффрон                       |
| 2004      | с  | Вернуть из мёртвых            | Tru Calling                  | Алисса                        |
| 2004—2005 | с  | Кевин Хилл                    | Kevin Hill                   | Николетт                      |
| 2005      | с  | Детектив Раш                  | Cold Case                    | Эстер Дэвис                   |
| 2006      | с  | Джейк вчера, сегодня, завтра  | Jake in Progress             | Таня                          |
| 2006      | с  | Без следа                     | Without a Trace              | Рэйчел Гибсон                 |
| 2006      | с  | Лас-Вегас                     | Las Vegas                    | Конни                         |
| 2007      | ф  |                               | La cucina                    | Лили                          |
| 2007      | ф  |                               | South of Pico                | Энджела                       |
| 2007      | с  | Девять месяцев из жизни       | Notes from the Underbelly    | Холли                         |
| 2007—2008 | с  | Жизнь как приговор            | Life                         | Оливия                        |
| 2010      | ф  | Леони                         | Leonie                       | Кэтрин                        |
| 2010      | ф  | Жизнь, как она есть           | Life as We Know It           | Элисон Новак                  |
| 2007—2013 | с  | Безумцы                       | Mad Men                      | Джоан Харрис / Джоан Холлоуэй |
| 2011      | с  | Следствие по телу             | Body of Proof                | Джессика / Карен Арчер        |
| 2011      | мф | Супермен: Все звезды          | All-Star Superman            | Лоис Лейн / Суперженщина      |
| 2011      | ф  | Учитель на замену             | Detachment                   | мисс Мэдисон                  |
| 2011      | ф  | Драйв                         | Drive                        | Бланш                         |
| 2011      | ф  | Компания                      | Company                      | Эйприл                        |
| 2011      | ф  | Семейное дерево               | The Family Tree              | Алисия                        |
| 2011      | ф  | Я не знаю, как она делает это | I Don't Know How She Does It | Эллисон Хендерсон             |
| 2012      | ф  | Удар молнии                   | Struck by Lightning          | Эйприл                        |
| 2012      | ф  | Бомба                         | Ginger & Rosa                | Натали                        |
| 2012      | ф  | Секунды удовольствия          | Seconds of Pleasure          |                               |
| 2014      | ф  | Тёмные тайны                  | Dark Places                  | Пэтти Дэй                     |
| 2015—2016 | с  | Гнилые времена                | Another Period               | Селин                         |
| 2016      | ф  | Образцовый самец № 2          | Zoolander 2                  | соблазнительница              |
| 2016—2018 | с  | Хэп и Леонард                 | Hap and Leonard              | Труди Фавст                   |
| 2016      | ф  | Неоновый демон                | The Neon Demon               | Роберта Хоффман               |
| 2016      | ф  | Плохой Санта 2                | Bad Santa 2                  | Диана Хастингс                |
| 2017      | ф  | Скрюченный домишко            | Crooked House                | Бренда                        |
| 2017      | ф  | Битва преподов                | Fist Fight                   | мисс Моне                     |
| 2017—2019 | с  | Стальная звезда               | Tin Star                     | Элизабет Брэдшоу              |
| 2018      | с  | Романовы                      | The Romanoffs                | Оливия Роджерс                |
| 2018—2020 | с  | Хорошие девчонки              | Good Girls                   | Бет Боланд                    |
| 2018      | ф  | Незнакомцы: Жестокие игры     | The Strangers: Prey at Night | Синди                         |
| 2019      | мф | История игрушек 4             | Toy Story 4                  | Габби Габби                   |
| 2020      | мф | Скуби-Ду                      | Scoob                        | офицер Джаффе                 |

## Награды и номинации
- 2012 Эмми — Лучшая актриса второго плана в драматическом сериале Безумцы — номинация
- 2011 Эмми — Лучшая актриса второго плана в драматическом сериале Безумцы — номинация
- 2010 Эмми — Лучшая актриса второго плана в драматическом сериале Безумцы — номинация
- 2010 Премия Гильдии киноактёров США — лучший актёрский состав в драматическом сериале (совместно с партнёрами по сериалу) Безумцы — Лауреат
- 2010 — «Самая сексуальная женщина мира» по версии журнала Esquire[12].
- 2009 Телевизионный фестиваль в Монте-Карло — Лучшая актриса второго плана в драматическом сериале Безумцы — Лауреат
- 2009 Премия Гильдии киноактёров США — лучший актёрский состав в драматическом сериале (совместно с партнёрами по сериалу) Безумцы — Лауреат
- 2008 Премия Гильдии киноактёров США — лучший актёрский состав в драматическом сериале (совместно с партнерами по сериалу) Безумцы — номинация